# Amiot Métayer
Amiot Métayer (1970-21 de septiembre de 2003) fue un líder pandillero haitiano. Su pandilla tenía base en el noreste de la comuna de Les Gonaïves y era conocida con el nombre de Armée Cannibale. A pesar de que él había apoyado en un comienzo al presidente haitiano Jean-Bertrand Aristide, el gobierno lo arrestó el 21 de mayo de 2002 por delito de incendio. 
Fue, sin embargo, liberado de la cárcel por miembros de su banda en agosto de 2002 y procedió a dar lugar a disturbios contra el gobierno. Fue encontrado asesinado en septiembre de 2003, y sus partidarios acusaron a Aristide de haber ordenado su muerte.
En marzo de 2004, luego de la Crisis de Haití de 2004 (en la que Buteur Métayer, el hermano de Amiot fue líder), el primer ministro Gérard Latortue, al visitar Les Gonaïves pidió un minuto de silencio para recordar a Métayer.